# ویاچسلاو زایتسف
ویاچسلاو زایتسف (روسی: Вячеслав Алексеевич Зайцев؛ زادهٔ ۱۲ نوامبر ۱۹۵۲ – درگذشتهٔ ۲۲ ژوئن ۲۰۲۳) بازیکن والیبال اهل اتحاد جماهیر سوسیالیستی شوروی بود.
زایتسف برای اتحاد جماهیر شوروی در بازی‌های المپیک ۱۹۷۶ و المپیک ۱۹۸۰ و المپیک ۱۹۸۸ به میدان رفت. او پدر ایوان زایتسف بود.